# Nagroda Turinga
Nagroda Turinga – nagroda przyznawana corocznie od 1966 za wybitne osiągnięcia w dziedzinie informatyki przez Association for Computing Machinery (ACM).
Nazwa nagrody została ustanowiona dla uczczenia brytyjskiego współtwórcy informatyki, matematyka Alana Turinga. Na czele komisji przyznającej wyróżnienie zasiada Michael Jordan z ACM, a w jej skład wchodzą m.in. przedstawiciele uczelni technicznych i przedsiębiorstw informatycznych.
Początkowo wyróżnieniu towarzyszyła nagroda pieniężna w wysokości 25 000 USD fundowana przez ACM. 3 grudnia 2002, dzięki wsparciu przedsiębiorstwa Intel, nagroda ta wzrosła do 100 000 USD. 26 lipca 2007 przedsiębiorstwo Google dołączyło do Intela zwiększając nagrodę do 250 000 USD. 13 listopada 2014 poinformowano, że nagroda wzrasta do 1 000 000 USD i jest fundowana wyłącznie przez Google.
Nagroda Turinga bywa określana mianem „informatycznej nagrody Nobla”.

## Wyróżnieni
| Rok  | Wyróżnieni                                       | Uzasadnienie | Źródła               |
| ---- | ------------------------------------------------ | --- | -------------------- |
| 1966 | Alan Perlis                                      | Za wpływ na rozwój zaawansowanych technik programowania i budowy kompilatorów. | [ 7 ]                |
| 1967 | Maurice V. Wilkes                                | Profesor Wilkes jest znany jako projektant i wykonawca pierwszego komputera wykorzystującego program przechowywany w pamięci wewnętrznej. Zbudowany w 1949 roku EDSAC używał pamięci rtęciowej. Znany jest również jako współautor książki Preparation of Programs for Electronic Digital Computers z 1951 roku, w której razem z Davidem Johnem Wheelerem i Stanleyem Gillem wprowadzili koncepcję biblioteki programistycznej. | [ 8 ]                |
| 1968 | Richard Hamming                                  | Za pracę nad metodami numerycznymi, automatycznymi systemami kodowania oraz kodami wykrywającymi i korygującymi błędy. | [ 9 ]                |
| 1969 | Marvin Minsky                                    | Za pracę nad sztuczną inteligencją. | [ 10 ]               |
| 1970 | James H. Wilkinson                               | Za badania w dziedzinie analizy numerycznej w celu ułatwienia stosowania komputerów cyfrowych wysokiej prędkości, otrzymał specjalny dowód uznania za pracę w obliczaniu algebry liniowej i wstecznej analizie błędów. | [ 11 ]               |
| 1971 | John McCarthy                                    | Wykład dr. McCarthy’ego „Obecny stan badań nad sztuczną inteligencją” jest tematem, który pokrywa obszar, w którym osiągnął poważne uznanie za swoją pracę. | [ 12 ]               |
| 1972 | Edsger Dijkstra                                  | Edsger Dijkstra był główną osobą wnoszącą wkład w późnych latach 50. XX w. w rozwój Algolu, wysoko poziomowego języka programowania, który stał się przykładem przejrzystości i matematycznej dokładności. Jest jednym z głównych przedstawicieli sztuki języków programowania i nauki z nimi związanej w ogóle, a także ogromnie przyczynił się do naszego rozumienia ich budowy, opisu i realizacji. Piętnaście lat jego publikacji rozciąga się od artykułów teoretycznych na temat teorii grafów, do podstawowych podręczników, wyjaśniających tekstów i filozoficznych rozważań w dziedzinie języków programowania. | [ 13 ]               |
| 1973 | Charles W. Bachman                               | Za wybitny wkład w technologię baz danych. | [ 14 ]               |
| 1974 | Donald E. Knuth                                  | Za poważny wkład w analizę algorytmów i projektowanie języków programowania i szczególnie za wkład w Sztukę programowania poprzez znaną serię książek pod tym samym tytułem. | [ 15 ]               |
| 1975 | Allen Newell Herbert Simon                       | We wspólnych naukowych staraniach, rozciągających się przez 20 lat, początkowo we współpracy z J.C. Shawem i RAND Corporation, później wraz z licznymi kolegami z wydziału i studentami Carnegie Mellon University w Pittsburghu, wnieśli fundamentalny wkład w badania nad sztuczną inteligencją, psychologią ludzkiego poznania i procesem ewidencji. | [ 16 ] [ 17 ]        |
| 1976 | Michael O. Rabin Dana S. Scott                   | Za wspólnie napisaną pracę Finite Automata and Their Decision Problem, która wprowadziła ideę niedeterministycznego automatu skończonego dowodzącą, iż jest ogromnie wartościowym pojęciem. Ich książka jest nieprzerwaną inspiracją dla późniejszych prac w tej dziedzinie. | [ 18 ] [ 19 ]        |
| 1977 | John Backus                                      | Za dogłębny, wpływowy i trwały wkład w projekt praktycznych metod wysoko poziomowego programowania, w znacznej mierze poprzez pracę nad Fortranem i za płodne publikacje na temat formalistycznych procedur dla dokumentacji języków programowania. | [ 20 ]               |
| 1978 | Robert W. Floyd                                  | Za istotny wpływ na metodologię tworzenia wydajnych i niezawodnych oprogramowań. Za pomoc w ufundowaniu badań nad istotnymi dziedzinami informatyki: teorii parsowania, semantykę języków programowania, automatyczną weryfikację formalną, automatyczną syntezę programów, i analizę algorytmów. | [ 21 ]               |
| 1979 | Kenneth E. Iverson                               | Za pionierski wysiłek w językach programowania i matematyczny zapis z którego wynikł język programowania obecnie znany jako APL, za jego wkład w realizację systemów interaktywnych, edukacyjne wykorzystanie APL i w teorię i praktykę języków programowania. | [ 22 ]               |
| 1980 | C. Antony R. Hoare                               | Za istotny wkład w określenie i projekt języków programowania. | [ 23 ]               |
| 1981 | Edgar F. Codd                                    | Za zasadniczy i trwały wkład w teorię i praktykę systemu zarządzania bazą danych a zwłaszcza w model baz danych oparty na postulatach relacyjności. | [ 24 ]               |
| 1982 | Stephen A. Cook                                  | Za postęp w zrozumieniu teorii złożoności obliczeniowej w sposób znaczący i dogłębny. | [ 25 ]               |
| 1983 | Dennis Ritchie Ken Thompson                      | Za ogólny rozwój teorii systemów operacyjnych, a szczególnie za napisanie systemu operacyjnego Unix. | [ 26 ] [ 27 ]        |
| 1984 | Niklaus Wirth                                    | Za rozwinięcie szeregu nowatorskich języków programowania Euler, Algol W, Pascal i Modula. Pascal stał się językiem ważnym z punktu widzenia edukacji, a także podstawą do dalszych badań nad językami, systemami i architekturami komputerowymi. | [ 28 ]               |
| 1985 | Richard M. Karp                                  | Za trwały wkład w teorię algorytmów, włącznie z rozwojem wydajnych algorytmów dla problemu przepływu w sieciach oraz innych problemów optymalizacji kombinatorycznej, identyfikację wielomianowego czasu wykonania z intuicyjnym pojęciem algorytmicznej wydajności i to, co najbardziej znaczące, wkład w teorię NP-zupełności. Karp wprowadził nową metodologię dowodzenia NP-zupełności problemów, co pozwoliło zidentyfikować wiele zagadnień teoretycznych jako trudne obliczeniowo. | [ 29 ]               |
| 1986 | John Hopcroft Robert Tarjan                      | Za fundamentalny wkład w projektowanie i analizę algorytmów i struktur danych. | [ 30 ] [ 31 ]        |
| 1987 | John Cocke                                       | Za znaczący wkład w teorię i projektowanie kompilatorów, w architekturę dużych systemów i w rozwój architektury RISC; za wynalezienie i usystematyzowanie podstawowych przekształceń optymalizacyjnych używanych obecnie w kompilatorach: redukcję siły operatorów (ang. reduction of operator strength), eliminację wspólnych podwyrażeń (ang. elimination of common subexpressions), alokację rejestrów (ang. register allocation), propagację stałych (ang. constant propagation) i eliminację nieużytecznego kodu (ang. dead code elimination).                                                                      | [ 32 ]               |
| 1988 | Ivan Sutherland                                  | Za pionierski i wizjonerski wkład w grafikę komputerową, którego początkiem był Sketchpad i jego dalszą kontynuację. | [ 33 ]               |
| 1989 | William Kahan                                    | Za istotny wkład w analizę numeryczną. Czołowy ekspert od obliczania liczb zmiennoprzecinkowych. Kahan oddał się sprawie „zrobienia bezpiecznego świata dla obliczeń liczbowych”. | [ 34 ]               |
| 1990 | Fernando J. Corbató                              | Za pionierską pracę w uporządkowaniu pomysłów i kierowanie rozwojem systemów komputerowych na dużą skalę, ogólnego przeznaczenia z podziałem czasu i zasobów, CTSS i Multics. | [ 35 ]               |
| 1991 | Robin Milner                                     | Za trzy odmienne i skończone dokonania: - 1) LCT, mechanizacja „Logiki funkcji obliczeniowych” Scotta, prawdopodobnie pierwszym opartym na teorii, a zarazem praktycznym narzędziem dla automatycznego dowodzenia twierdzeń; - 2) ML pierwszy język uwzględniający wielokształtny typ wnioskowania, razem z mechanizmem typowania dynamicznego wyjątków; - 3) CCS, ogólna teoria współbieżności. Dodatkowo, sformułował i mocno zaawansował pełną abstrakcję, naukę o związkach zachodzących pomiędzy semantyką operacyjną a znaczeniową.                                                                                | [ 36 ]               |
| 1992 | Butler W. Lampson                                | Za wkład w rozwój rozprowadzanych osobistych środowisk komputerowych i technologii ich wykonania: stacji roboczej, sieci komputerowej, systemu operacyjnego, oprogramowania, monitora, bezpieczeństwa teleinformatycznego i procesora tekstu. | [ 37 ]               |
| 1993 | Juris Hartmanis Richard E. Stearns               | W dowód uznania za przełomową pracę, która ustaliła fundamenty pod dziedzinę teorii złożoności obliczeniowej. | [ 38 ] [ 39 ]        |
| 1994 | Edward Feigenbaum Raj Reddy                      | Za pionierskie projekty i konstrukcje wielkoskalowych systemów sztucznej inteligencji, pokazujące praktyczne znaczenie i potencjalny komercyjny wpływ technologii sztucznej inteligencji. | [ 40 ] [ 41 ]        |
| 1995 | Manuel Blum                                      | W dowód uznania za wkład w rozwój teorii złożoności obliczeniowej oraz jej zastosowań w kryptografii i weryfikacji formalnej. | [ 42 ]               |
| 1996 | Amir Pnueli                                      | Za wprowadzenie logiki temporalnej do informatyki oraz znaczący wkład w weryfikację systemów i programów. | [ 43 ]               |
| 1997 | Douglas Engelbart                                | Za inspirującą wizję przyszłości komputerów interaktywnych i wynalezienie kluczowych technologii pomocnych w realizacji tej wizji. | [ 44 ]               |
| 1998 | James Gray                                       | Za wkład w dziedzinie teorii baz danych, szczególnie w dziedzinie przetwarzania transakcyjnego. | [ 45 ]               |
| 1999 | Frederick P. Brooks Jr.                          | Za wkład w dziedzinie architektury komputerów, systemów operacyjnych i inżynierii oprogramowania. | [ 46 ]               |
| 2000 | Andrew Chi-Chih Yao                              | Za wkład w rozwój teorii obliczeń, a w szczególności teorii generatorów liczb pseudolosowych, kryptologii i złożoności komunikacyjnej. | [ 47 ]               |
| 2001 | Ole-Johan Dahl Kristen Nygaard                   | Za współtworzenie koncepcji obiektowych języków programowania i opracowania języka Simula. | [ 48 ] [ 49 ]        |
| 2002 | Leonard M. Adleman Ronald L. Rivest Adi Szamir   | Za pomysłowy wkład w uczynienie kryptografii asymetrycznej użytecznej w praktyce. | [ 50 ] [ 51 ] [ 52 ] |
| 2003 | Alan Kay                                         | Za pionierską pracę nad obiektowymi językami programowania jako lider zespołu tworzącego język Smalltalk i fundamentalny wkład w rozwój komputerów osobistych. | [ 53 ]               |
| 2004 | Vinton G. Cerf Robert E. Kahn                    | Za pionierskie prace nad internetem, wliczając w to projekt i wykonanie podstawowych protokołów komunikacyjnych TCP/IP i za przewodnictwo w badaniach na Internetem. | [ 54 ] [ 55 ]        |
| 2005 | Peter Naur                                       | Za wkład w definicję języka Algol 60, konstrukcję kompilatorów oraz sztukę i praktykę programowania. | [ 56 ]               |
| 2006 | Frances E. Allen                                 | Za wkład, który zasadniczo poprawił rozwiązywanie problemów w programach komputerowych, oraz przyspieszył użycie wysokowydajnych obliczeń. | [ 57 ]               |
| 2007 | Edmund M. Clarke E. Allen Emerson Joseph Sifakis | Za wkład w rozwój Model Checking jako wysoko efektywnej technologii, szeroko stosowanej w budowie sprzętu komputerowego i oprogramowania. | [ 58 ] [ 59 ] [ 60 ] |
| 2008 | Barbara Liskov                                   | Za wkład do praktycznych i teoretycznych podstaw języków programowania i projektowania systemów, zwłaszcza odnoszący się do abstrakcji danych, odporności na błędy i obliczenia rozproszone. | [ 61 ]               |
| 2009 | Charles P. Thacker                               | Za pionierski projekt i realizację pierwszego współczesnego komputera osobistego – Alto. | [ 62 ]               |
| 2010 | Leslie Valiant                                   | Za przełomowy wkład w teorię obliczeń, w tym obliczeniową teorię uczenia się (PAC), złożoność obliczeniową, obliczenia algebraiczne, teorię obliczeń równoległych oraz rozproszonych. | [ 63 ]               |
| 2011 | Judea Pearl                                      | Za wkład w sztuczną inteligencję poprzez rozwój rachunku różniczkowego dla rozumowania probabilistycznego i przyczynowego. | [ 64 ]               |
| 2012 | Shafi Goldwasser Silvio Micali                   | Za teoretyczne podwaliny kryptografii oraz za wprowadzenie nowych metod efektywnej weryfikacji dowodów matematycznych w teorii złożoności. | [ 65 ] [ 66 ]        |
| 2013 | Leslie Lamport                                   | Za wkład w teorię i praktykę systemów rozproszonych i równoległych, w szczególności za wprowadzenie koncepcji przyczynowości i zegarów logicznych, bezpieczeństwa i żywotności oraz spójności sekwencyjnej. | [ 67 ]               |
| 2014 | Michael Stonebraker                              | Za wkład w rozwój założeń i praktyk podstaw nowoczesnych baz danych. | [ 68 ]               |
| 2015 | Whitfield Diffie Martin Hellman                  | Za wkład we współczesną kryptografię. | [ 69 ] [ 70 ]        |
| 2016 | Tim Berners-Lee                                  | Za stworzenie World Wide Web, pierwszej przeglądarki internetowej oraz podstawowych protokołów i algorytmów internetowych. | [ 71 ]               |
| 2017 | John L. Hennessy David Patterson                 | Za systematyczne, ilościowe podejście do projektowania i oceniania architektur komputerowych mające trwały wpływ na przemysł mikroprocesorowy. | [ 72 ]               |
| 2018 | Yoshua Bengio Geoffrey Hinton Yann LeCun         | Za przełomy konceptualne oraz inżynieryjne, które uczyniły głębokie sieci neuronowe krytycznym komponentem Informatyki. | [ 73 ]               |
| 2019 | Edwin E. Catmull Patrick M. Hanrahan             | Za zasadniczy wkład w grafikę komputerową 3D i za rewolucyjny wpływ na obrazy generowane komputerowo (ang. CGI computer-generated imagery) wykorzystywane w produkcji filmowej i innych zastosowaniach | [ 74 ]               |
| 2020 | Alfred V. Aho Jeffrey Ullman                     | Za algorytmy i teorię leżącą u podstaw implementacji języka programowania oraz za syntezę tych i innych wyników w swoich książkach, które kształciły pokolenia informatyków. | [ 75 ]               |
| 2021 | Jack Dongarra                                    | Za wkład w algorytmy numeryczne i biblioteki, które umożliwiły oprogramowaniu obliczeniowemu o wysokiej wydajności dotrzymywanie kroku z eksponentacyjnymi ulepszeniami sprzętu przez ponad cztery dekady | [ 76 ]               |
| 2022 | Robert Metcalfe                                  | Za wynalezienie, standaryzację i komercjalizację technologii Ethernet | [ 77 ] [ 78 ]        |
| 2023 | Awi Wigderson                                    | Za fundamentalny wkład w teorię obliczeń, w szczególności za zmianę rozumienia roli losowości w obliczeniach, a także za dziesięciolecia intelektualnego przywództwa w informatyce teoretyczne | [ 79 ]               |
| 2024 | Andrew Barto Richard S. Sutton                   | Za rozwój pomysłu i podstaw algorytmicznych uczenia przez wzmacnianie | [ 80 ]               |